# Simulium guerrerense
Simulium guerrerense är en tvåvingeart som beskrevs av Vargas och Najera 1956. Simulium guerrerense ingår i släktet Simulium och familjen knott. Inga underarter finns listade i Catalogue of Life.